# Püha (Pihtla)
Püha – wieś w Estonii, w prowincji Sarema, w gminie Pihtla.